# A293 (motorväg, Tyskland)
A293 är en motorväg i Niedersachsen i Tyskland. Vägen går i Oldenburg som en stadsmotorväg och är 7 kilometer lång. Den binder ihop motorvägarna A29 och A28 med varandra.

## Trafikplatser
|  | Nr | Skyltning                        |
|  | 1  | Oldenburg-Nord (Fyrvägskorsning) |
|  | 2  | Oldenburg-Etzhorn                |
|  | 3  | Oldenburg-Nadorst (T-Korsning)   |
|  | 4  | Oldenburg-Bürgerfelde            |
|  | 5  | Oldenburg-West E 22              |